# Varronia calocephala
Varronia calocephala är en strävbladig växtart som först beskrevs av Adelbert von Chamisso, och fick sitt nu gällande namn av Friesen. Varronia calocephala ingår i släktet Varronia och familjen strävbladiga växter. Inga underarter finns listade i Catalogue of Life.